# Clementine Douglas
Clementine Douglas (Birmingham, 29 december 1991) is een Brits singer-songwriter.

## Biografie
Douglas begon haar zangcarrière als onderdeel van de band Kudu Blue. Door middel van BBC Introducing mocht de groep optreden op het Glastonbury Festival. Als soloartiest werd Douglas in 2022 uitgeroepen tot Dance Vocalist of the Year op de BBC Radio 1 Dance prijzen. Hetzelfde jaar schreef ze mee aan de single The Drop van Dimitri Vegas, David Guetta en Nicole Scherzinger.
In 2023 bracht Douglas samen met Sonny Fodera op 7 juli de single Asking uit. Het nummer wist de zevende plaats te halen in de UK Singles Chart. Bij de Australian Recording Industry Association ging Asking goud. In augustus 2023 bracht Douglas samen met Alesso en Dillon Francis de single Free uit. Volgens Francis diende het nummer om luisteraars zo gelukkig te laten voelen als een golden retriever op de beste dag van zijn leven. Ook werkte ze die maand mee aan de single History van Joel Corry en Becky Hill. Twee maanden later volgde een nieuwe samenwerking met Chase & Status waarmee ze de single Say the Word uitbracht.
In december 2024 volgde voor Douglas een nieuwe samenwerking met een DJ, ditmaal de single Body Talk met Alok. Op Radio 538 werd deze single benoemd tot dancesmash.

## Discografie

### Singles
| Jaar | Titel                                      |
| ---- | ------------------------------------------ |
| 2020 | Caught in your rhytm                       |
| 2021 | Out of time                                |
| 2021 | Here with me                               |
| 2021 | Greenlight                                 |
| 2021 | Under your spell                           |
| 2021 | Angel (met Sonny Fodera)                   |
| 2021 | Forever                                    |
| 2022 | Playin'                                    |
| 2022 | Black Light                                |
| 2022 | 99 Degrees                                 |
| 2022 | Miracle Maker (met Dom Dolla)              |
| 2022 | Dancing in the Shadows                     |
| 2022 | Cury my Desire                             |
| 2022 | Enchanté                                   |
| 2023 | Asking                                     |
| 2023 | Something To Hold On To (met David Guetta) |
| 2023 | Free (met Alesso en Dillon Francis)        |
| 2023 | Asking (met Sonny Fodera)                  |
| 2023 | Say the Word (met Chase & Status)          |
| 2023 | I Got Nothing (met Meduza en Ferreck Dawn) |
| 2023 | Happier                                    |
| 2024 | Nobody Knows                               |
| 2024 | Riddles                                    |
| 2024 | Ain't Giving Up (met Duke Dumont)          |
| 2024 | Slippin                                    |
| 2024 | True                                       |
| 2024 | Rain                                       |
| 2024 | Body Talk (met Alok)                       |

- MusicBrainz: 75ee1764-490f-49bd-b6d6-054623354931